# Újezd nade Mží
Újezd nade Mží (německy Aujezd ob der Mies) je obec v okrese Plzeň-sever v Plzeňském kraji. Nachází se čtyři kilometry severozápadně od Města Touškov. Žije zde 117 obyvatel. Součástí obce je osada Dobronice ležící dva kilometry jihovýchodně. 

## Historie
Okolí vesnice bylo osídleno již v pravěku. Eneolitické výšinné sídliště se nacházelo na ostrožně nad Zámeckým mlýnem a bylo pravděpodobně osídleno lidem chamské kultury.
První písemná zmínka o vesnici pochází z roku 1115, ale nachází se ve falzu zakládací listiny kladrubského kláštera.[zdroj?] Další zmínka je obsažena v listině tepelského kláštera z roku 1242.

## Obyvatelstvo
| Rok            | 1869 | 1880 | 1890 | 1900 | 1910 | 1921 | 1930 | 1950 | 1961 | 1970 | 1980 | 1991 | 2001 | 2011 | 2021 |
| -------------- | ---- | ---- | ---- | ---- | ---- | ---- | ---- | ---- | ---- | ---- | ---- | ---- | ---- | ---- | ---- |
| Počet obyvatel | 331  | 385  | 313  | 315  | 310  | 338  | 329  | 151  | 140  | 136  | 96   | 56   | 60   | 86   | 116  |
| Počet domů     | 38   | 44   | 40   | 44   | 43   | 45   | 46   | 44   | 34   | 29   | 27   | 23   | 37   | 41   | 43   |

## Obecní správa
Mezi lety 1850–1975 byl Újezd nade Mží obcí v okrese Stříbro (1850–1950) a později v okrese Plzeň-sever. Od 1. ledna 1976 do 23. listopadu 1990 patřil jako část města k Městu Touškovu a od 24. listopadu 1990 je opět samostatnou obcí.

### Obecní symboly
Znak a vlajka byly obci uděleny rozhodnutím předsedy Poslanecké sněmovny Parlamentu České republiky dne 21. června 2018.

## Pamětihodnosti
V jihozápadní části vesnice stojí újezdský zámek postavený na místě starší vyhořelé tvrze okolo roku 1650. Dochovaná podoba je výsledkem klasicistních úprav provedených za Karla Schirndinga roku 1817.